# Лі Сан Хон
Лі Сан Хон (кор. 이상헌, 李相憲, нар. 11 жовтня 1975, Інчхон) — південнокорейський футболіст, що грав на позиції захисника.
Виступав, зокрема, за клуби «Ел Джі Чітас» та «Інчхон Юнайтед», а також національну збірну Південної Кореї.

## Клубна кар'єра
Народився 11 жовтня 1975 року в місті Інчхон. Вихованець футбольної школи клубу Dankook University.
У дорослому футболі дебютував 1998 року виступами за команду «Ел Джі Чітас», у якій провів п'ять сезонів, взявши участь у 55 матчах чемпіонату. 
У 2004 році перейшов до клубу «Інчхон Юнайтед», за який відіграв 2 сезони. Завершив професійну кар'єру футболіста виступами за команду «Інчхон Юнайтед» у 2006 році.

## Виступи за збірну
У 1997 році дебютував в офіційних матчах у складі національної збірної Південної Кореї.
У складі збірної був учасником чемпіонату світу 1998 року у Франції.
Загалом протягом кар'єри в національній команді, яка тривала 7 років, провів у її формі 16 матчів.